# Strepsylla fautini
Strepsylla fautini är en loppart som beskrevs av Hamilton Paul Traub 1950. Strepsylla fautini ingår i släktet Strepsylla och familjen mullvadsloppor. Inga underarter finns listade i Catalogue of Life.